# Alberi (Parma)
Alberi, nota anche come Alberi di Vigatto, è una frazione del comune di Parma, appartenente al quartiere Vigatto.
La località è situata 6,15 km a sud del centro della città.

## Geografia fisica
La frazione sorge in posizione pianeggiante sulla sponda sinistra del torrente Parma.

## Origini del nome
La località, nota in epoca medievale come Albari, deriva forse il suo nome dall'antica presenza di un bosco di acacie.

## Storia
La zona di Alberi risultava abitata già in epoca romana, come testimoniato dalla suddivisione del territorio che ricalca ancora l'antica centuriazione.
Nel 962 Albari fu menzionata con altre località nell'atto, di dubbia autenticità, in cui l'imperatore del Sacro Romano Impero Ottone I di Sassonia riconobbe al vescovo di Parma Oberto l'autorità, oltre che sulla città, anche su 3 miglia di contado intorno a essa; nel 989 il re d'Italia Ottone III di Sassonia confermò al vescovo Sigefredo II i diritti su Parma e su numerosi castelli e borghi del Parmense, tra cui Albari a meridie della città.
Il borgo fu citato anche nel 995 in una donazione di alcuni terreni da parte di Sigefredo II ai canonici del Capitolo della Cattedrale di Parma, oltre che nel 1015 e nel 1027 in due atti di conferma di beni da parte del vescovo Enrico al monastero di San Paolo; i benedettini di San Paolo ricevettero una conferma del possesso delle loro proprietà situate ad Alberi anche dal papa Gregorio VIII nel 1187.
Agli inizi del XV secolo il territorio apparteneva ai fratelli Pietro e Giacomo de' Rossi, che nel 1402 vi edificarono un torrione; nei tre anni seguenti il borgo fu depredato in più riprese dai Terzi, che nel 1405 incaricarono Pietro da Vianino di attaccare e distruggere i manieri rossiani di Mamiano, Alberi e Porporano.
In seguito il fortilizio di Alberi fu riedificato e assegnato ai conti Bajardi; durante la guerra dei Rossi, nel 1482 le truppe di Guido de' Rossi si impadronirono della torre degli Albari appartenente ad Andrea Bajardi, alleato di Ludovico il Moro.
Per effetto di decreti napoleonici, nel 1806 la località divenne frazione del nuovo comune (o mairie) di Vigatto, che nel 1943 fu annesso a quello di Parma, ma fu nuovamente istituito nel 1951, per essere definitivamente soppresso nel 1962 e divenire in seguito quartiere autonomo.

## Monumenti e luoghi d'interesse

### Chiesa di San Lorenzo

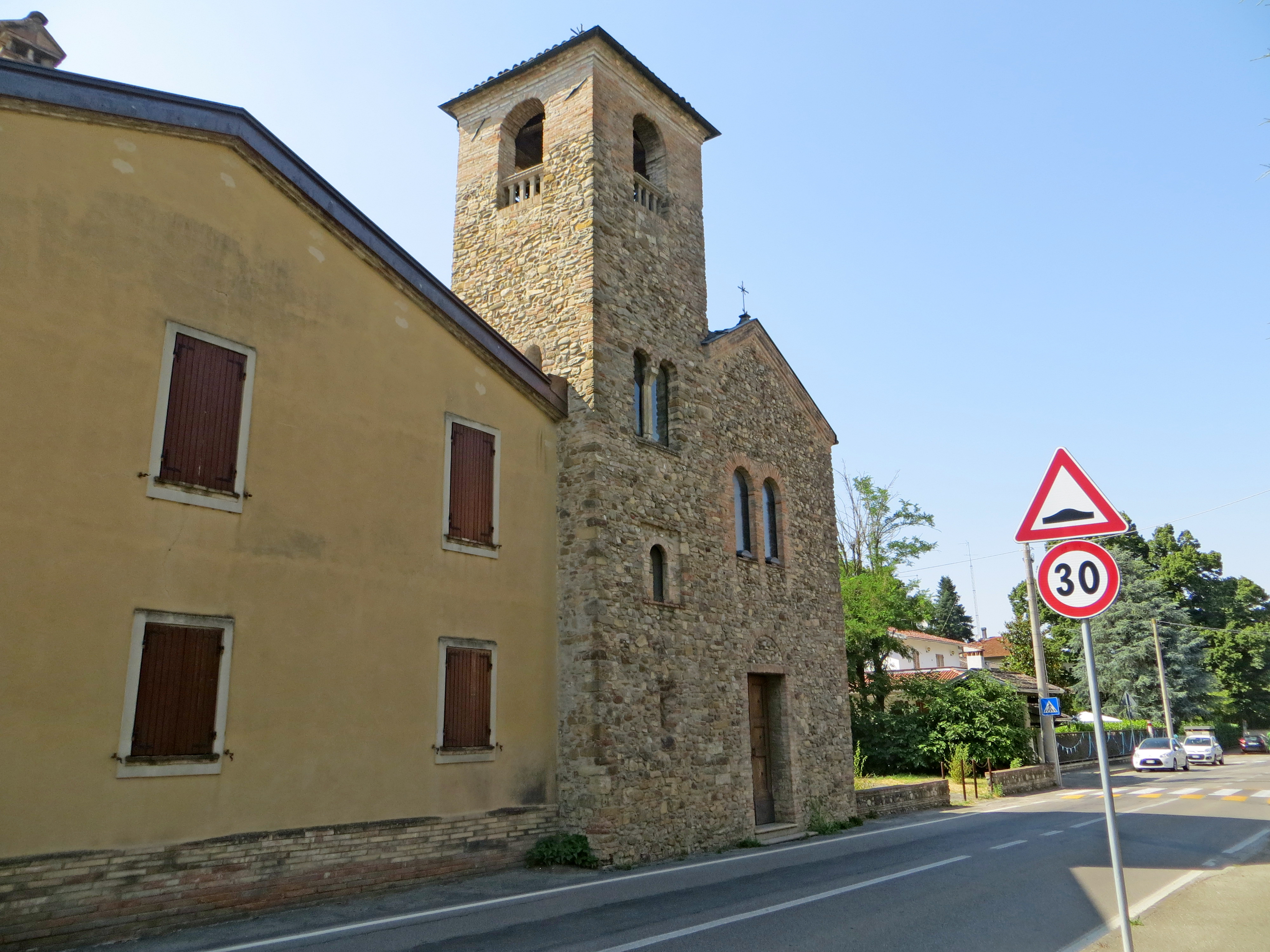
Chiesa di San Lorenzo

Menzionata per la prima volta nel 1146, la cappella originaria, collocata sulla sponda del torrente Parma, fu elevata a sede parrocchiale nel 1564; abbandonata nel 1582, fu sostituita con una nuova chiesa, costruita, secondo la tradizione, ampliando un piccolo oratorio medievale affiancato da una torre di avvistamento; ristrutturata in stile neoclassico nel 1738, fu restaurata nel 1965, riportando alla luce le forme originarie romaniche degli esterni e le bifore del IX secolo del campanile, e ancora tra il 1990 e il 1995. La chiesa in pietra, decorata internamente sulle volte a botte con affreschi, conserva la pala raffigurante il Martirio di san Lorenzo, dipinta nel 1853 da Francesco Pescatori.

### Torre degli Alberi

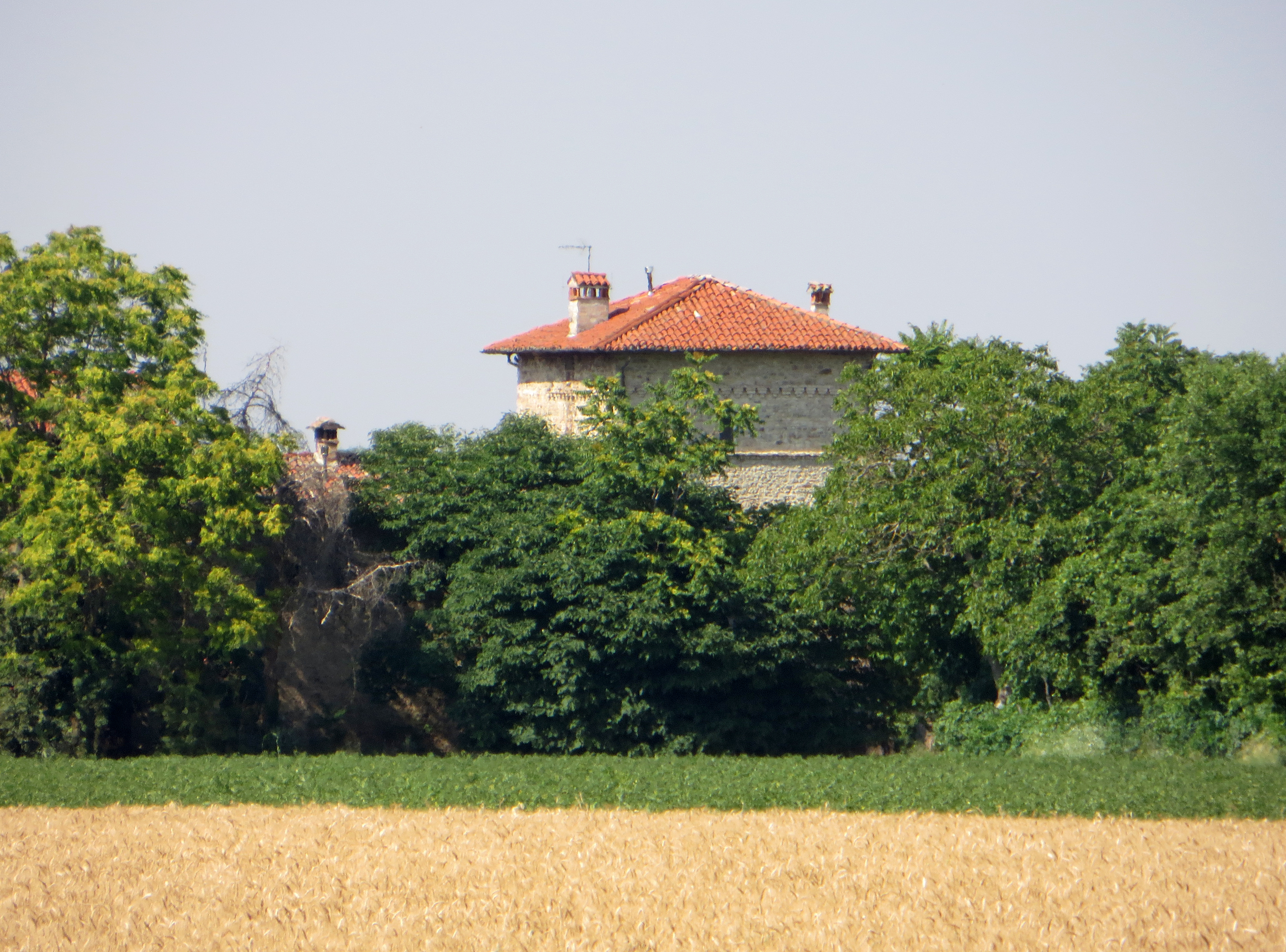
Torre degli Alberi

Edificata nel 1402 dai Rossi, la fortificazione fu rasa al suolo nel 1405 per volere di Ottobuono de' Terzi; ricostruita e assegnata ai conti Bajardi, fu riconquistata dai Rossi nel 1482 e parzialmente distrutta durante gli scontri; assorbita successivamente dalla Camera Ducale di Parma, fu acquistata alla fine del XVIII secolo da privati e adibita in parte a uso residenziale e in parte a uso agricolo. Della struttura originaria, costituita da una corte merlata con torrioni angolari, si conserva soltanto una torre, che emerge tra gli edifici medievali adiacenti del Serraglio.

### Villa Bocchi
Ricostruita nella prima metà del XIX secolo ampliando un modesto casolare di campagna su incarico del nobile Giovanni Baldi-Cantù, la villa fu acquistata nel 1873 dall'avvocato e parlamentare Faustino Pellegri, il cui figlio Giovanni tra il 1910 e il 1925 la fece ristrutturare e dotare di un ampio parco all'inglese con laghetto, successivamente prosciugato; dopo la morte di Giovanni nel 1936, la tenuta fu alienata dai suoi eredi a Guido Bocchi. L'edificio, sviluppato su una pianta rettangolare, si eleva su due livelli principali fuori terra ed è sormontato da una torretta coronata da un piccolo campanile a vela; la simmetrica facciata è preceduta da un portico centrale su pilastri, aggiunto nel corso della ristrutturazione novecentesca.

### Villa Piazza
Edificata verso la metà del XIX secolo per volere della famiglia Cocconi, successivamente la villa pervenne, attraverso Celestina Fagandini, ai figli Adolfo, Paolo, Dagoberto e Renzo Piazza. L'edificio, sviluppato su una pianta rettangolare, si eleva su due piani principali fuori terra ed è sormontato nel mezzo da un'altana, che si affaccia sulle quattro fronti attraverso ampie aperture separate da colonnine in laterizio.